# Ryszard Jakubowski (harcmistrz)
Ryszard Jakubowski, ps. Kot (ur. 31 marca 1930 w Brześciu) – instruktor Związku Harcerstwa Polskiego, harcmistrz, uczestnik podziemnego harcerstwa w okresie stalinizmu i tzw. II konspiracji harcerskiej (antysowieckiej, w odróżnieniu od I konspiracji – antyniemieckiej), lekarz.

## Życiorys
W 1940, chroniąc się przed wywózką na Syberię, wraz z rodziną przedostał się z Brześcia w okupowanej strefie sowieckiej do Białej Podlaskiej będącej pod okupacją niemiecką. W 1942 wstąpił do Szarych Szeregów, a w 1945 przeniósł się z rodziną do Warszawy.
W 1949 w Warszawie współtworzył niepodległościową organizację harcerską Podziemna Organizacja ZHP „Orlęta”, w której pełnił funkcję komendanta Chorągwi Warszawskiej. Aresztowany przez Urząd Bezpieczeństwa w Białymstoku, gdzie studiował medycynę, był więziony w więzieniu karno-śledczym „Toledo” w Warszawie, został skazany na 9 lat więzienia i utratę mienia, następnie zwolniony.
W końcu lat 50. był instruktorem w hufcu ZHP Warszawa Targówek. Studia medyczne kontynuował we Wrocławiu, a dyplom lekarski uzyskał w 1962 w Warszawie.
Na podstawie akt sądowych, akt operacyjnych, ankiet, relacji Jaworzniaków i literatury zebrał informacje o 142 niepodległościowych organizacjach harcerskich z lat 1944–1956, działających w różnych częściach Polski, a zrzeszających według jego szacunków 12 tysięcy członków.
Działa w Związku Młodocianych Więźniów Politycznych lat 1944–1956 „Jaworzniacy”, jest członkiem Komisji Historycznej Zarządu Głównego Stowarzyszenia Szarych Szeregów. Kolekcjonuje pamiątki po uczestnikach II konspiracji harcerskiej, publikuje w czasopismach historycznych.